# Arthothelium orbilliferum
Arthothelium orbilliferum är en lavart som först beskrevs av Sigfrid Oskar Immanuel Almquist, och fick sitt nu gällande namn av Hasse. Arthothelium orbilliferum ingår i släktet Arthothelium och familjen Arthoniaceae.   Inga underarter finns listade i Catalogue of Life.